# بیلیون الکتریک
بیلیون الکتریک (انگلیسی: Billion Electric) شرکت سخت‌افزار تایوانی است، که در سال ۱۹۷۳ تأسیس شد.